# Issa Korombé

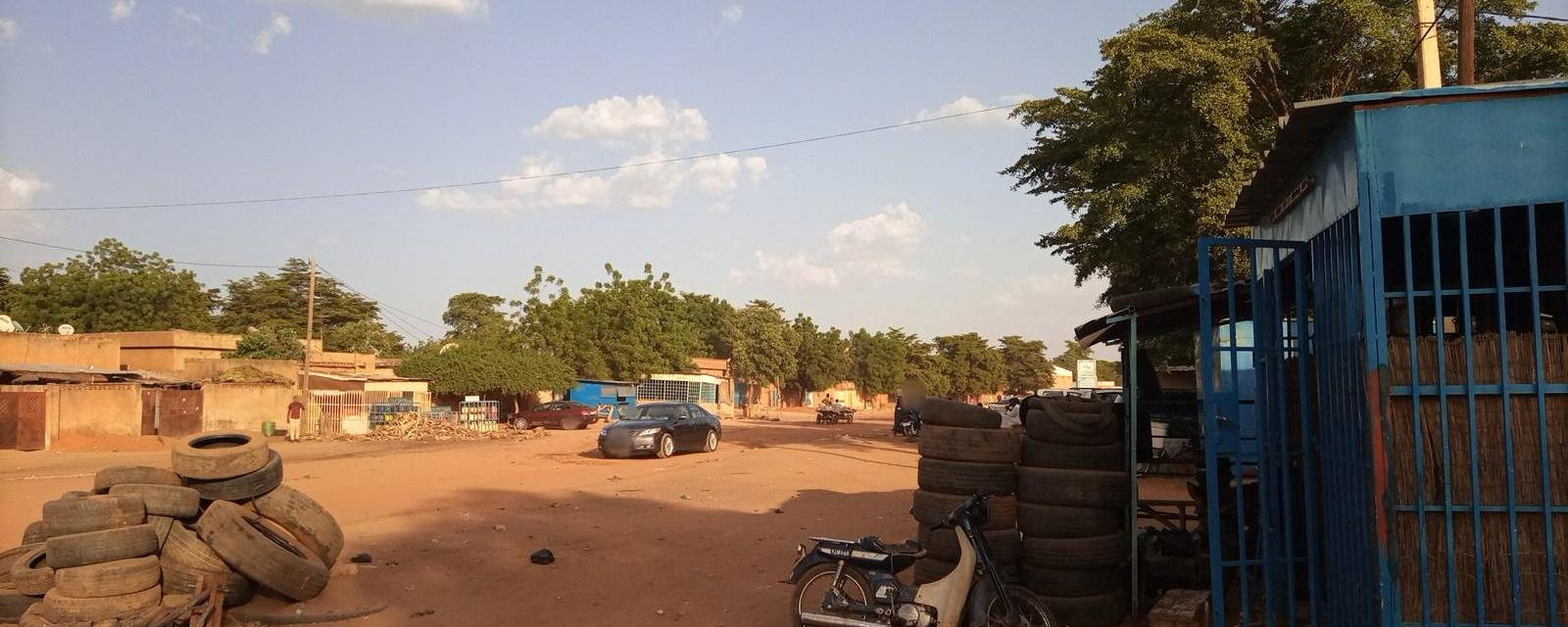
Vue du boulevard Issa-Korombé à Niamey.

Issa Korombé est un guerrier nigérien de l'ethnie Zarma devenu général qui monta une révolte contre les Peuls au cours du XIXe siècle. En créant une véritable armée Zarmas, il a pu mettre fin au djihad Peuls. Vieux et aveugle, Il est tué en 1895 à la bataille de Boumba avec 3 000 autres guerriers du Dallol Bosso, du Dendi et de Kebbi.

## Hommages
- Lycée Issa Korombé à Niamey.
- Boulevard Issa-Korombé à Niamey.